# The Wall (группа)
The Wall — британская панк-группа, образовавшаяся в 1978 году в Уоллсенде, Сандерленд, Англия, и распавшаяся в 1983 году. The Wall выпустили два полноформатных альбома, первый из которых, Personal Troubles and Public Issues (1980), поднялся до #18 в UK Indie Chart. В UK Indie Top 30 входили также четыре сингла группы.
В августе 2007 года The Wall реформировались, дали серию концертов и выпустили альбом The Wall — Live (2009) на Captive Records (Opus Productions).

## Дискография

### Синглы, EPs
- «New Way» (1979, Small Wonder Records)
- «Exchange» (1979, Small Wonder, #26 UK Indie Charts)[3]
- «Ghetto» (1980, Fresh Records, #19)
- Hobby For a Day EP (1981, Fresh, 14)
- Remembrance EP (1981, Polydor)
- «Epitaph» (1981, Polydor)
- Day Tripper EP (1982, No Future Records, #21)

### Альбомы
- Personal Troubles and Public Issues (1980, Fresh Records)
- Dirges and Anthems (1982, Polydor)
- The Punk Collection (1998, Captain Oi! Records)
- The Wall — Live (2009, Opus Productions)